# Louise Shelley
Louise Isobel Shelley (* 1952) ist eine US-amerikanische Kriminalitäts- und Terrorismusforscherin. Seit 1998 ist sie die Direktorin des Forschungszentrums Terrorism, Transnational Crime and Corruption Center, das inzwischen zur George Mason University gehört. Dort ist sie seit 2007 zudem auch Professorin für Public Policy. Zuvor war sie 30 Jahre lang an der American University tätig.

## Werdegang
Shelley studierte ab 1968 an der Cornell University Pönologie und Russische Literatur, wo sie 1972 mit dem Bachelor of Arts abschloss. Anschließend studierte sie Kriminologie an der University of Pennsylvania, erwarb 1973 den Master of Arts und nahm dort ein Promotionsstudium in Soziologie auf. Im Rahmen eines Austauschprogramms hielt Louise Shelley sich zudem von 1973 bis 1974 an der Columbia University an den Fachbereichen für Soziologie, Rechtswissenschaft sowie dem Russischen Institut auf und studierte von 1974 bis 1975 am Fachbereich für Strafrecht an der Lomonossow-Universität Moskau, wofür sie ein Fulbright-Stipendium erhielt. 1977 wurde sie mit ihrer Arbeit Soviet Criminology: Its Birth and Demise 1917-1936 promoviert.
Im Anschluss ging Shelley an die American University in Washington, D.C., wo sie an der School of Justice 1977 zunächst Juniorprofessorin und 1981 Associate Professor wurde. Für ihre Arbeit erhielt sie von 1984 bis 1985 das Guggenheim-Stipendium. 1986 erhielt sie eine volle Professur am Fachbereich für Justiz, Recht und Gesellschaft. 1989 wurde Shelley für drei Jahre Vorsitzende des Fachbereichs. Für eine Gastprofessur am Institute for Penal Sciences in Mexiko-Stadt von 1993 bis 1994 wurde sie ein zweites Mal im Rahmen des Fulbright-Programms gefördert. 2004 wechselte sie innerhalb der American University auf eine Professur an der School of International Service.
2007 wechselte Louise Shelley an die George Mason University, wo sie eine Professur an der School of Public Policy übernahm.
1998 gründete sie an der American University das Terrorism, Transnational Crime and Corruption Center als Forschungszentrum zur Untersuchung von länderübergreifender Kriminalität, Terrorismus sowie Korruption und leitet dieses seitdem als Direktorin. Mit Shelleys Wechsel an die George Mason University wurde auch das Forschungszentrum an die GMU angegliedert.
Louise Shelley war von 2006 bis 2014 Mitglied des Cosmos Club. Seit 2008 war sie Teilnehmerin und mehrfach Co-Leiterin von mehreren Forschungsgruppen des Weltwirtschaftsforums (Global Agenda Councils) zu Schwarzhandel, Organisierter Kriminalität und Menschenhandel. Seit 2012 ist sie Mitglied des Council on Foreign Relations.
Ab 1975 war sie mit dem Diplomaten und Kreml-Analysten im US-Außenministerium Donald Graves verheiratet, mit dem sie zwei Kinder bekam, ehe die Ehe geschieden wurde.

## Publikationen (Auswahl)
- Dark Commerce: How a New Illicit Economy Is Threatening Our Future. Princeton University Press, Princeton 2018, ISBN 978-0-691-17018-3.
- Human Security, Transnational Crime and Human Trafficking. Mit Shiro Okubo. Routledge, New York und London, 2011.
- Human Trafficking: A Global Perspective. Cambridge University Press, New York und Cambridge, 2010.
- Organized Crime and Corruption in Georgia. Mit Erik Scott und Anthony Latta: Routledge, London und New York, 2007.
- Human Traffic and Transnational Crime: Eurasian and American Perspectives Mit Sally Stoecker Lanham. Rowman and Littlefield, 2004.
- Izucheniye organizovannoy prestupnosti: rossiisko-amerikanskii dialog. Mit Ninel Kuznetsova and Yu. G. Kozlov, Olimp, Moskau, 1997.
- Policing Soviet Society: The Evolution of State Control. Routledge, London, 1996.
- Social Changes, Crime and the Police. Mit Jozsef Vigh Reading. Harwood Press, 1995.
- Crime and Control in Comparative Perspective. Mit H.G. Heiland und H. Katoh. Walter de Gruyter, Berlin, 1992.
- Crime and Development (Sonderausgabe), International Annals of Criminology, 1986, Bd. 24, Nr. 1 und 2.
- Lawyers in Soviet Work Life, Law, Crime and Deviance Series, Rutgers University Press, 1984.
- Crime and Modernization, The Impact of Industrialization and Urbanization on Crime, Southern Illinois University Press, Erstdruck März 1981, Zweiter Druck März 1982.
- Readings in Comparative Criminology, Southern Illinois University Press, 1981
- History Without Jews, B’nai B’rith, 1977.